# Eugenie Stream Falls
Die Eugenie Stream Falls sind ein Wasserfall im Mount-Cook-Nationalpark in der Region Canterbury auf der Südinsel Neuseelands. Er liegt im Lauf des Eugenie Stream, der durch das Schmelzwasser des Eugenie-Gletschers gespeist wird und in das südwestliche Ufer des Hooker Lake mündet. Seine Fallhöhe beträgt rund 50 Meter.
Die Wasserfälle sind bei der Wanderung vom Nationalparkzentrum über den Hooker Valley Track zur Mündung des Hooker-Gletschers in den Hooker Lake nach einer Gehzeit von etwa 1½ Stunden zu erreichen.